# 许绍棣
許紹棣（1900年1月2日—1980年10月24日），字萼如，筆名绍棣、棣，浙江臨海人。早年在臨海畢業於中學後，前往上海求學，就讀於復旦大學。1924年畢業於復旦大學。1928年任浙江省立高級商業學校校長。1980年在臺灣逝世。

## 生平
許紹棣在1900年1月2日出生，中學畢業後，前往復旦大學商科就讀，1924年畢業，之後在上海大學、樂益女中擔任教職。

1925年在國民黨官方報紙《上海民國日報》副刊擔任編輯。國民革命軍北伐時，於廣州擔任國民革命軍後方總政治部秘書。1929年擔任浙江省甲種商業學校校長，1930年擔任國民黨浙江省黨務指導委員會委員兼宣傳部長、《杭州民國日報》社社長、國民黨浙江省黨部執行委員、宣傳部部長等職。

1931年擔任國民會議秘書，1932年赴義大利視察，同年8月創辦樹範中學，1933年歸國。1934年12月12日至1946年7月3日間，擔任浙江省政府委員及教育廳廳長，1937年抗日戰爭爆發後，設立英士大學，任校務委員會主任委員以及校長。

1941年任浙江省政府圖書雜誌審查處處長，1945年擔任國民黨第六屆中央執行委員。1946年任《東南日報》杭州版社長，並出席制憲國民大會，1948年擔任國民政府立法院立法委員。

1949年隨國民政府撤臺，繼續擔任立法委員，並任《中央日報》常務董事。1980年12月在台北病逝。

## 家庭
1938年搭上著名作家郁达夫的妻子王映霞，结果三封情书之后，王便出走，跟许同居。
1941年，又因王映霞介绍，将曾是徐悲鸿情妇的孙多慈介绍给许，结果孫成了许的第二个太太。